# 塔勞群島
4°05′31″N 126°46′05″E / 4.092°N 126.768°E

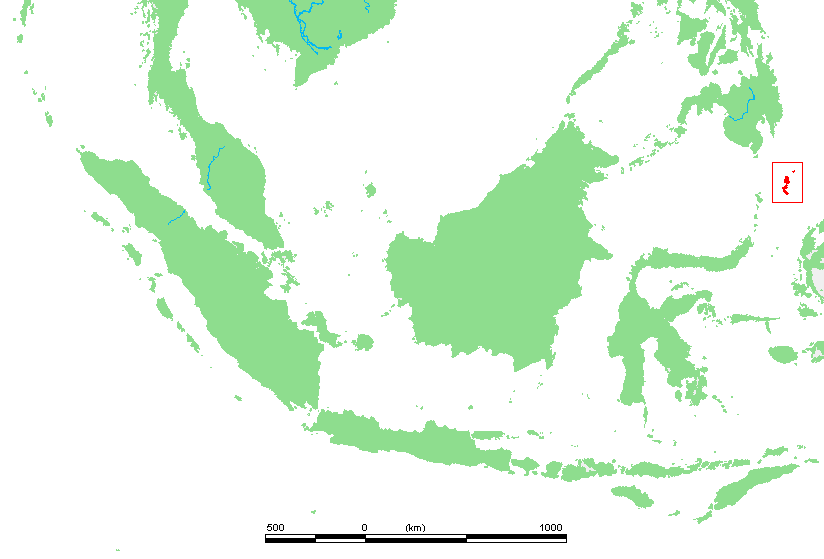
塔勞群島位置

塔勞群島是印度尼西亞的群島，位於蘇拉威西島以北、桑義赫群島東北，是印度尼西亞東部的最北端，西北距离菲律賓仅185公里，由北蘇拉威西省塔劳群岛县管轄，不時受地震和火山爆發威脅。塔勞群島和桑義赫群島合共有77個島嶼，其中56個島有人居住，1996年總人口260,370，居民以務農為主。